# Heteropezula tenuis
Heteropezula tenuis är en tvåvingeart som beskrevs av Colin W. Wyatt 1967. Heteropezula tenuis ingår i släktet Heteropezula och familjen gallmyggor. Inga underarter finns listade i Catalogue of Life.